# Кривая вращения галактики

Кривая вращения типичной спиральной галактики: предсказанная (A) и наблюдаемая (B) (Рис. 1).

Кривая вращения галактики — функция, описывающая кинематические свойства галактики и представляющая собой зависимость орбитальной скорости звёзд и газа в галактике от расстояния до её центра. Совокупность большого объёма наблюдаемых данных свидетельствует, что скорость вращения звёзд не убывает на большом расстоянии от центра галактик, как ожидалось в соответствии с предсказаниями кеплеровской динамики, учитывающими только видимую массу. В настоящий момент считается, что это является доказательством существования у галактик гало тёмной материи, хотя предлагались и альтернативные объяснения.

## Наблюдаемые данные

### Вид на большом расстоянии от центра
Согласно принципам кеплеровской динамики, вещество (такое как звёзды или газ) в дисковой части спиральных галактик должно вращаться вокруг центра галактики аналогично тому, как планеты вращаются вокруг Солнца, то есть в соответствии с механикой Ньютона. На основании этого можно было бы ожидать, что средняя орбитальная скорость объекта, расположенного на определённом расстоянии от наибольшего распределения массы, будет обратно пропорционально квадратному корню от радиуса орбиты (штрихованная линия на Рис. 1). В ранний период изучения динамики спиральных галактик считалось, что большая часть их массы должна находиться в галактическом балдже, около центра галактики.
В 1939 году Хорес Бэбкок в своей диссертации опубликовал первое серьёзное свидетельство поведения кривой вращения, кардинально отличавшегося от предсказаний: его кривая вращения галактики туманность Андромеды не убывала обратно пропорционально квадратному корню, а являлась «пологой» — снаружи от центрального балджа скорость практически не зависела от радиуса. Годом позже аналогичный результат для галактики NGC 3115 получил Ян Оорт. В 1950-е годы эту картину подтвердили более точные наблюдения галактик M 31 и М33 в радиодиапазоне. А в 70-х годах этот результат был распространён и на многие другие спиральные галактики — большую роль сыграли работы Альберта Босмы, Веры Рубин и Кента Форда, Кена Фримена и ряда других специалистов.

### Вид на малом расстоянии от центра
Дальнейшее исследования кривых вращения галактик низкой поверхностной яркости (LSB галактик) и их положений в соотношении Талли-Фишера в 1990 годах показали, что они не ведут себя в соответствии с ожиданиями. Многочисленные численные моделирования, основанные на «холодной тёмной материи», давали предсказания формы кривых вращения в центральных областях таких систем с преобладанием тёмной материи, как эти галактики. Наблюдения кривых вращения не показали предсказанной формы. Эта так называемая «проблема каспов» (cuspy halo problem) считается серьёзной проблемой в космологии.

## Теоретическое объяснение

### Тёмная материя
Объяснение, требующее минимальных изменений в существующих физических законах Вселенной, заключается в том, что на большом расстоянии от центра галактики находится значительное количество материи, имеющей иное соотношение "масса-светимость" по сравнению с центральным балджем. Общепринятой является гипотеза, что эта дополнительная масса в гало представляет собой тёмную материю, проявляющую себя лишь в гравитационном взаимодействии. Её существование предполагалось начиная с первой половины XX века в работах Яна Оорта, Фрица Цвикки и других учёных. В настоящий момент существует большое количество других наблюдаемых свидетельств существования тёмной материи, которая является частью Лямбда-CDM модели, описывающий космологию Вселенной.

### Альтернативные теории
Существует несколько альтернативных объяснений кривых вращения галактик, не связанных с наличием тёмной материи. Одна из самых обсуждаемых альтернатив — теория MoND (модифицированная ньютоновская динамика), изначально предложенная в 1983 году как феноменологическое объяснение, в том числе для кривых вращения галактик низкой поверхностной яркости. Эта теория утверждает, что физика гравитации изменяется на больших масштабах. Изначально она не была релятивистской, однако впоследствии была предложена тензор-вектор-скалярная теория гравитации (TeVeS) — релятивистское развитие MoND. Ещё одна альтернатива — это  теория модифицированной гравитации Моффата (MOG), называемая также скаляр-тензор-векторной теорией гравитации (STVG). Джон Моффат совместно с Джоэлом Бронштейном использовали её для решения проблемы кривых вращения галактик и показали её применимость для выборки из более чем 100 галактик как низкой, так и высокой поверхностной яркости, а также карликовых галактик, и их кривые вращения галактик объяснялись с помощью MOG без необходимости привлечения теории тёмной материи, с использованием только доступных фотометрических данных (звёздное вещество и видимый газ). Существует также альтернатива, основанная на теории сверхтекучего вакуума с использованием логарифмического уравнения Шредингера.
Между тем, классическая модель холодной тёмной материи продолжает оставаться общепринятым объяснением кривых вращения галактики, потому что свидетельства существования тёмной материи получены не только из этих кривых вращения, а также из моделирования формирования крупномасштабной структуры в распределении галактик, наблюдения динамики групп и скоплений галактик (как первоначально аргументировал Фриц Цвикки). Наличие темной материи также объясняет результаты наблюдения гравитационного линзирования.